# Let freedom range
Let freedom range is een lied van Pussycat. Het verscheen in 1979 op een single en hun album Simply to be with you. Dit nummer werd geschreven door Werner Theunissen. Op de B-kant staat het nummer Don't love him dat werd geschreven door Eddy Hilberts die ook de producer was. Het arrangement kwam in beide gevallen van Gerard Stellaard.
Het nummer is een tribuut is aan Martin Luther King (1929-1968), zoals ook verantwoord wordt op de single- als albumhoes. Het lied gaat over vrijheid en de gelijkheid van rassen. In de tekst staan verschillende regels die rechtstreeks op de speeches van King lijken te zijn geïnspireerd, zoals we'll have a dream sometime (I have a dream, 1963) en Let freedom range over the mountains (I've been to the mountaintop, 1968).

## Hitnoteringen
De single stond zes weken in de Tipparade van Veronica, met tip 5 als hoogste noteringe, maar bereikte de Nederlandse Top 40 niet. Wel kwam de Nationale Hitparade te staan en een weekje in de Belgische hitlijsten.
| Let freedom range in de Nationale Hitparade van 08-12-1979 t/m 19-01-1980 | Let freedom range in de Nationale Hitparade van 08-12-1979 t/m 19-01-1980 | Let freedom range in de Nationale Hitparade van 08-12-1979 t/m 19-01-1980 | Let freedom range in de Nationale Hitparade van 08-12-1979 t/m 19-01-1980 | Let freedom range in de Nationale Hitparade van 08-12-1979 t/m 19-01-1980 | Let freedom range in de Nationale Hitparade van 08-12-1979 t/m 19-01-1980 | Let freedom range in de Nationale Hitparade van 08-12-1979 t/m 19-01-1980 | Let freedom range in de Nationale Hitparade van 08-12-1979 t/m 19-01-1980 |
| Week                                                                      | 1                                                                         | 2                                                                         |                                                                           | 3                                                                         | 4                                                                         | 5                                                                         |                                                                           |
| ------------------------------------------------------------------------- | ------------------------------------------------------------------------- | ------------------------------------------------------------------------- | ------------------------------------------------------------------------- | ------------------------------------------------------------------------- | ------------------------------------------------------------------------- | ------------------------------------------------------------------------- | ------------------------------------------------------------------------- |
| Positie                                                                   | 46                                                                        | 48                                                                        | uit                                                                       | 38                                                                        | 42                                                                        | 44                                                                        | uit                                                                       |

| Let freedom range in de Vlaamse Ultratop 30 van 05-01-1980 t/m 05-01-1980 | Let freedom range in de Vlaamse Ultratop 30 van 05-01-1980 t/m 05-01-1980 | Let freedom range in de Vlaamse Ultratop 30 van 05-01-1980 t/m 05-01-1980 |
| Week                                                                      | 1                                                                         |                                                                           |
| ------------------------------------------------------------------------- | ------------------------------------------------------------------------- | ------------------------------------------------------------------------- |
| Positie                                                                   | 29                                                                        | uit                                                                       |

| Let freedom range in de Vlaamse BRT Top 30 van 05-01-1980 t/m 05-01-1980 | Let freedom range in de Vlaamse BRT Top 30 van 05-01-1980 t/m 05-01-1980 | Let freedom range in de Vlaamse BRT Top 30 van 05-01-1980 t/m 05-01-1980 |
| Week                                                                     | 1                                                                        |                                                                          |
| ------------------------------------------------------------------------ | ------------------------------------------------------------------------ | ------------------------------------------------------------------------ |
| Positie:                                                                 | 25                                                                       | uit                                                                      |